# Степович, Альбин Матвеевич
Альбин Матвеевич Степович (бел. Альбін Стаповіч, пол. Albin Stepowicz) — белорусский музыкант и поэт, общественно-политический деятель. Использовал псевдоним Владимир Загорский (бел. Уладзімір Загорскі). Брат Казимира Свояка (Константина Степовича).

## Биография
Родился 18 марта 1894 года в деревне Барани Клющанского прихода Свенцянского уезда Виленской губернии (сейчас Островецкий район, Гродненская область). Начальное образование получил в родной деревне, потом учился в Виленской музыкальной школе. На его творческое становление сильно повлиял композитор Людомир Роговский (пол. Ludomir Rogowski), который работал учителем в школе и открыл для юноши красоту белорусского народно-песенного творчества. После окончания школы Альбин продолжил учёбу на факультете права Казанского университета, одновременно работая органистом в местной римско-католической церкви.
В 1921 году вернулся в город Вильно. Принимал активное участие в общественно-политической и культурной жизни Западной Беларуси. Учился в Виленском университете имени Стефана Батория. Преподавал пение и музыку в Виленской белорусской гимназии. В 1923 году входил в состав ревизионной комиссии Студенческого союза. Альбин Стапович был одним из основателей Белорусского кооперативного земельно-промышленного банка. 24 марта 1926 года принимал участие в съезде Белорусского крестьянского союза.
В мае 1926 года стал руководителем Белорусского издательства имени Франтишка Скорины. В 1926 году — секретарь Виленского филиала Белорусского Института Хозяйства и Культуры (БИХиК). В 1927—1928 годах — редактор газеты «Белорусская Криница». 5 мая 1928 года прочитал лекцию в Белорусском Институте Хозяйства и Культуры на тему: «Беларусь в современной польской литературе». В 1929 году издал брошюру «Белорусы и государственная независимость» (тираж 1000 экз.). В 1930—1934 годах — заместитель, председатель Виленского филиала БИХиК. Руководил белорусским хором, созданном при филиале.
Входил в состав политической партии Белорусская христианская демократия. В 1926 году — секретарь, в 1927—1930 годах — вице-председатель. В 1928—1930 годах — посол Сейма (избран от блока национальных меньшинств), член Белорусского посольского клуба. В 1930 году — заместитель председателя Белорусского национального комитета. В 1930 году предпринимал попытки создания собственной политической партии Белорусских Независимых Радикалов.
Стоял у истоков создания Белорусской национал-социалистической партии (создана в 1933 году во главе с Фабианом Акинчицем). Умер 18 декабря 1934 года в Вильне, похоронен на кладбище Росса рядом с братом Константином.

## Творчество
Сотрудничал с виленскими периодическими изданиями «Biełaruskaja Krynica», «Przegląd Wileński» и др. Был руководителем белорусского хора при костёле св. Николая, занимался развитием и популяризацией белорусской религиозной песни. Изучал историю музыкально-песенного творчества белорусов. В 1930-е годы подготовил к печати белорусский песенник «За Бацькаўшчыну» (издан в 1935 году после смерти составителя тиражом 1000 экз.). Является автором песни «Савка да Гришка», которая ранее считалась народной. В Баранях эту песню до сих пор называют «Альбиновой». Автор гимна Белорусского Института Хозяйства и Культуры под названием «Где слышны речи нашей звуки» (1926).